# Radara inoa
Radara inoa là một loài bướm đêm trong họ Noctuidae.